# Lacy Rose
Lacy Rose (Laguna Beach, Kalifornia, 1969. március 4. –) amerikai pornószínésznő.
Lacy Rose vagy Lacey Rose több szex díjat is nyert. Sok néven is ismerjük a szakmában, mint Kelle Dylan, Kelli Dylan, Lacy, Lacy Adams, Lacy Rose, Scarlett Rose.
1992 és 1997 között aktívan pornózott. Tetoválása is van, a bal vállánál egy rózsa.

## Válogatott filmográfia
| - 1997 Lipstick - 1997 Rear Ended Roommates - 1997 Truth Or Dare - 1997 Backdoor Bunnies - 1997 Ass Openers 4 | - 1994 Gypsy Queen - 1993 Amateur Lesbians 31 - 1993 Orgy Attack - 1993 Seven Good Women - 1992 Wildflower 2 |